# تشوانغ يي
تشوانغ يي (بالصينية: 庄毅) هو لاعب كرة قدم صيني في مركز الهجوم، ولد في 11 يوليو 1973 في بكين في الصين. شارك مع منتخب الصين لكرة القدم. أما مع النوادي، فقد لعب مع نادي بكين سينوبو غوان ونادي غوانغجو آر أند إف.

## وصلات خارجية
- تشوانغ يي على موقع قاعدة بيانات كرة القدم.إي يو (الإنجليزية)
- تشوانغ يي على موقع ناشيونال فوتبول تيمز (الإنجليزية)
- تشوانغ يي على موقع Soccerway.com (الإنجليزية)
- تشوانغ يي على موقع عالم كرة القدم.نت (الإنجليزية)